# Nahid Toubia
Nahid Toubia (* 1951 in Khartum) ist eine im Sudan geborene Ärztin und Verfechterin der Menschenrechte, die sich besonders gegen die weibliche Genitalverstümmelung (englisch: Female Genital Mutilation, FGM) einsetzt. Sie ist die erste Chirurgin, die im Sudan praktizierte.

## Leben
Nahid Toubia studierte Medizin in Ägypten und Großbritannien. 1981 wurde sie Fellow des Royal College of Surgeons of England. 1985 ging sie in den Sudan zurück, wo sie lange Jahre als Leiterin der kinderchirurgischen Abteilung eines Lehrkrankenhauses in der Hauptstadt Khartum arbeitete. Da die Gesundheitsversorgung zum Teil schlecht war, gründete sie eine eigene Notfall-Klinik. Die instabilen politischen Verhältnisse im Sudan zwangen sie jedoch nach ein paar Jahren, das Land wieder zu verlassen.
1994 gründete sie zusammen mit einigen afrikanischen Immigrantinnen in den USA die internationale Organisation „Research, Action and Information Network for the Bodily Integrity of Women (RAINBO)“, deren Ziel es ist, alle Aspekte der sexuellen und reproduktiven Gesundheit von Frauen, vor allem in Afrika, zu fördern und zu schützen. Um die FGM zu beseitigen, tritt RAINBO für die Selbstständigkeit von Frauen (self-empowerment) und soziale Veränderungen ein. Die Organisation hat Büros in New York City und London und arbeitet in Uganda, Südafrika, Gambia, und Nigeria.
Nahid Toubia ist Associate Professor an der Columbia University in New York und Mitglied von Gutachterkommissionen bei der WHO, UNICEF, UNDP und Human Rights Watch.

## Veröffentlichungen (Auswahl)
- Nahid Toubia, G. Jacobs: Female genital mutilation: a call for global action. Women Ink 1993.
- Nahid Toubia, Anika Rahman: Female Genital Mutilation: A Practical Guide to Worldwide Laws & Policies: A Guide to Laws and Policies Worldwide. Zed Books, 2000, ISBN 1-85649-772-0.

Fachartikel
- Female Circumcision as a Public Health Issue. In: The New England Journal of Medicine. 331, 1994, S. 712–716, doi:10.1056/NEJM199409153311106.
- mit Kirsten Moore, Kate Randolph, Elizabeth Kirberger: The Synergistic Relationship between Health and Human Rights: A Case Study Using Female Genital Mutilation. In: Health and Human Rights International Journal. Vol. 2, No. 2, Harvard College, S. 137–146.